# Kaknal, Bhalki
Kaknal là một làng thuộc tehsil Bhalki, huyện Bidar, bang Karnataka, Ấn Độ.